# Mégatron
Pour les articles homonymes, voir Megatron.
 (décembre 2019).
Si vous disposez d'ouvrages ou d'articles de référence ou si vous connaissez des sites web de qualité traitant du thème abordé ici, merci de compléter l'article en donnant les références utiles à sa vérifiabilité et en les liant à la section « Notes et références ».
Megatron est le nom de deux personnages fictifs, l'un issu de la série Transformers, l'autre des séries Animutants et Beast Machines: Transformers. Il est toujours le chef des Decepticons, des Predacons ou des vehicons et le « méchant » de la série.

## Description
Megatron a eu beaucoup d'apparences différentes, mais la plus connue est celle d'un robot majoritairement gris avec un canon laser sur son avant-bras droit. Il est généralement dépeint comme un chef autoritaire et tyrannique, inspirant la peur à ses ennemis mais aussi à ses propres troupes.
Megatron est considéré comme le méchant par excellence de la saga : il est présent dans toutes les séries de Transformers, que ce soit sous son visage habituel, sous les traits de Galvatron ou encore à travers son descendant Predacon. S'il arrive qu'Unicron joue le rôle du méchant, Megatron reste plus connu comme adversaire d'Optimus Prime, leader des Autobots.
Au fil des années, le personnage s'est complexifié. Alors qu'à ses débuts, il était présenté comme un tyran avide de pouvoir voulant conquérir l'univers, il est aujourd'hui connu comme étant à l'origine un révolutionnaire qui voulait sauver sa planète de l'inégalité et la corruption, mais qui a basculé dans la malveillance et la violence s'écartant de son but d'origine.
La série Transformers: EarthSpark présente par ailleurs une version inédite du personnage, le montrant comme un repenti, déterminé à réparer les erreurs que lui et les siens ont commis durant la guerre. Prenant sans doute inspiration des bandes dessinées IDW, où Megatron devient éventuellement un Autobot.

## Séries

### Transformers: Génération 1

#### Megatron
Dans Transformers : Generation 1, Megatron est le chef des Decepticons, un peuple d'extraterrestres robotiques vivant sur la planète Cybertron et qui rêvent de conquérir l'Univers (à l'opposé de l'autre faction de la même race, les Autobots, qui sont pacifiques et veulent défendre les humains).
Megatron est un chef tyrannique et machiavélique, génie stratégique et extrêmement puissant. Il est toujours armé d'un canon atomique destructeur et prend la forme d'un pistolet de la Deuxième Guerre mondiale (Walther P38), lequel peut changer de taille pour être utilisé comme arme par un autre Decepticon.
Contrairement à beaucoup de méchants de fiction populaire, Megatron n'est ni fou ni chaotique (du moins originellement) : il est très agressif et mégalomane mais il y a toujours un semblant de cohérence rationnelle dans ses actions, bien que souvent, il soit le seul à s'en rendre compte.
Megatron montre à certaines occasions une sorte de sens de l'honneur, visible notamment dans sa relation complexe de rivalité avec Optimus Prime, créée par leurs nombreuses confrontations qui leur ont permis de se connaître mieux que quiconque. En dépit de leur lutte incessante, Megatron a un certain respect pour son opposant. Le plaisir de tuer Optimus doit revenir à lui seul et il n'hésite pas pour s'en assurer en le protégeant d'autres menaces plus grandes, comme les Combaticons. Tous deux doivent faire face à l'évidence, que, sans leurs idéologies diamétralement opposées, ils auraient pu être camarades, ce qu'Optimus a vu avec stratégie et Megatron avec amusement.
Au terme de la bataille d'Autobot City, Megatron est gravement blessé et abandonné par son second Starscream dans l'espace.

#### Galvatron
Après avoir été abandonné et à moitié détruit par Starscream, Megatron rencontre Unicron, un titan robotique créé par Primacron, qui le répare et lui fait une offre : en échange d'une nouvelle armée, il doit trouver la Matrice de commandement autobot qui se trouve être la seule chose qui puisse le détruire. À contrecœur, Megatron accepte et devient Galvatron.
Une fois réparé, il est assez différent de ce qu'il était à l'origine : son mode alternatif devient désormais un canon laser futuriste. Il tente de se séparer d'Unicron et reprend le commandement des Decepticons en éliminant Starscream, mais son maître l'oblige à revenir vers lui par torture mentale.
Il traque Ultra Magnus, le nouveau porteur de la Matrice, et parvient à le détruire (momentanément, celui-ci étant réparé par les Junkions). S'emparant de la Matrice, il se rebelle contre Unicron, mais ce dernier en représailles, se transforme de Planète à Robot puis attaque Cybertron. Il avale Galvatron qui propose une alliance momentanée avec Hot Rod, mais par torture mentale, Unicron le force à combattre le jeune Autobot. Au terme d'une rude lutte, Hot Rod arrache la Matrice des mains de Galvatron, le jette dans l'espace et l'ouvre, détruisant ainsi Unicron, la tête étant la seule chose qui reste du tyran titanesque.
Galvatron est retrouvé sur une planète par Cyclonus et Scourge, baignant dans du plasma, ce qui l'a rendu plus puissant mais également fou au point de devenir un danger pour ses propres troupes. À un moment, Cyclonus tentera de soigner Galvatron de sa folie, mais cela échoue. Il va s'allier à Optimus Prime lorsque celui-ci revient d'entre les morts, pour combatte la hate plague, une maladie contagieuse qui rend violent tous ceux qui sont touchés.
Il connait deux fins. La première dans l'épisode La Renaissance, où il mène un ultime plan pour détruire Cybertron, plan qui échoue grâce à Spike, et Galvatron est exilé avec ses troupes. La deuxième fin est dans la série japonaise Transformers: The Headmasters, qui ne prend pas en compte les derniers épisodes de la saison 3, où l'ultime plan de Galvatron est de fusionner avec la Terre pour devenir l'égal d'Unicron, ce plan échoue et il est enseveli sous la glace du Pôle Nord. Aucun de ses Decepticons ne lève le petit doigt pour le sauver et c'est Scorponok qui reprend le commandement.

#### Ultra Megatron
Violengiger, le chef des Decepticons et ses 9 généraux ont été tués par Daï Atlas. 50 ans après que Galvatron soit mort. Dark Nova est maintenant le remplaçant de Violengiger, mais a du mal à assumer son rôle de chef. Il va donc essayer de retrouver son héros: Galvatron. Il va apprendre qu'il est enseveli sous la glace de l'Arctique sur Terre.
Avec ses Decepticons, il retrouve son héros après des jours de recherche. En mettant la moitié de son spark en Galvatron et en réparant son armure pour qu'elle soit similaire à la première (armure de Megatron), il fait renaître. Le nouveau Galvatron va finalement tuer Dark Nova et lui prendre la deuxième moitié de son Spark. Galvatron prend le nom alors de Ultra Megatron.
Les Autobots souffrent aussi, car Daï Atlas meurt et un seul petit clan d'Autobots survit, dont Optimus Primal, qui appelle son clan les Maximals. Ultra Megatron a un fils Megatron II. Après 100 ans de souffrance, les Maximals et les Decepticons vont faire la paix. Les Autobots vont réapparaitre et ils vont tous reconstruire Cybertron. Megatron II n'est pas d'accord et va lever un clan appelé Predacons. Ultra Megatron est un triple changer et se transforme en tank et en hélicoptère. On ne sera pas ce qu'il lui arrive par la suite, mais on peut penser qu'il est enfin mort d'une manière inconnue à l'époque de la nouvelle guerre entre les Predacons et les Maximals
La version de Génération 1 est la première et sans doute l'une des plus connues, mais le personnage est réutilisé sous bien d'autres versions dans les séries.

### Animutants
Dans cette série, le chef du groupe de Predacons antagoniste est appelé Mégatron, ayant repris le nom du chef Décepticon qu'il a toujours admiré. Ce dernier a volé un Disque d'Or sur Cybertron et s'est rendu sur Terre à l'époque de la préhistoire, mais son vaisseau le Darkside, se heurte à l'Alaxon, un vaisseau d'exploration Maximal dirigé par Optimus Primal. Écrasés sur Terre, qu'il pense au départ être une autre planète, il scanna la forme d'un Tyrannosaurus Rex pour survivre aux radiations de l'Energon, présent en trop grande quantité, et affronte les Maximals pour récupérer la ressource ou pour rallier un protoforme pour grossir ses rangs.
Dans la saison 2, il découvre qu'il a bel et bien atterri sur Terre à l'époque de la préhistoire, et décide de mettre en place le plan de secours du Mégatron originel encodé dans le disque d'or. En effet, il est révélé que le chef Décepticon avait laissé dans ce disque des instructions détaillées sur le voyage dans le temps, ainsi que les coordonnées de l'Arche et ses codes d'accès, le but étant de tuer Optimus Prime, le chef des Autobots, avant son réveil et ainsi modifier le cours de l'histoire et de la guerre entre les Autobots et les Decepticons.
Le Megatron original est également aperçu dans l'Arche, toujours désactivé. Après que Megatron II ait pu prendre le contrôle du vaisseau, grâce à Quickstrike qui a pris le contrôle du corps d'Optimal Optimus, il tente la même expérience de Primal en fusionnant son étincelle vitale (spark) avec celui du Megatron original, la fusion s'avère encore plus éprouvante, l'étincelle de Megatron étant plus combative que celle d'Optimus Prime et laisse Megatron II fortement affaibli. Quickstrike en profite alors pour le trahir et le jette dans de la lave, cependant Megatron survit et sa fusion avec l'étincelle du chef des Decepticons lui donne une toute nouvelle forme Transmétal qui lui donne l'apparence d'un dragon.
Dans une scène supprimé du dernier épisode de la série, Optimal Optimus replace l'étincelle vitale de Megatron dans son corps.

### Transformers: Robots in Disguise
Dans la série japonaise Transformers: Robots in Disguise, Mégatron n'est pas le chef des Décepticons, mais des Predacons, qui est la faction ennemie principale. Sa particularité est d'être un Six Changer, il peut prendre six formes différentes: un mode robot, deux modes véhicule (une voiture et un jet), deux modes bestiales (une chauve-souris et un dragon à deux têtes) et un mode qui lui donne la forme d'une main géante.
Il est venu sur Terre pour retrouver le titan Fortress Maximus, et l'utiliser pour renverser le cours de la guerre, à cette fin, il kidnappera le docteur Kenneth Onishi, le père du héros, pour se servir de ses connaissances et retrouver le titan. Malgré sa puissance, il laisse généralement ses Predacons faire le sale boulot à sa place.
Dans la série, il reprogrammera des protoformes Autobots envoyés sur Terre, qui deviendront alors des Decepticons et choisira leur leader Scourge comme nouveau second, Sky-Byte l'ayant que trop déçu.
En essayant de prendre l'Orbe Sigma, la clé pour trouver Fortress Maximus, Mégatron a été pris au piège dans un champ de force avec Optimus et les deux se battent. Prime en sortira vainqueur et Mégatron aura disparu, il est alors déclaré mort par Scourge qui décide de prendre le commandement. Cependant ce dernier n'était pas mort et est revenu sous une nouvelle forme et un nouveau nom: Galvatron. En plus de ses six formes de transformation (robot, dragon bicéphale, chauve-souris, voiture, jet et main géante), Galvatron a quatre nouveaux modes alternatives : éléphant, dragon à une tête, chimère et bateau hydroptère. Il reprendra alors le commandement et reprogramme les Decepticons pour qu'ils lui soient complètement loyaux.

### La trilogie d'Unicron

#### Transformers Armada
Dans la série Transformers Armada, Mégatron est toujours le chef des Décepticons et se change en tank. Il cherche à mettre la main sur tous les Minicons cachés sur Terre pour se renforcer et renverser le cours de la guerre sur Cybertron.
Cette version de Mégatron est assez colérique, passant parfois ses nerfs sur Starscream à chaque échec (même quand ce dernier a été irréprochable). Il a également un gros passif avec Optimus Prime, le leader des Autobots, prenant généralement plaisir à l'affronter. Lorsqu'il gagne un gain de puissance, il change de couleur et se renomme Galvatron.
Lorsque Unicron se réveille, il refuse dans un premier temps de croire à cette menace, c'est en voyant le sacrifice de Starscream qu'il se rend compte du réel danger du destructeur des mondes et accepte une trève avec les Autobots pour le stopper. Ceci étant fait, et considérant que la trève n'a plus lieu d'être, il provoque Optimus dans un ultime combat, ce que ce dernier accepte sans hésiter. Cependant la violence de leur combat réveille à nouveau Unicron et pour éviter qu'il ne revienne, Mégatron choisit de se sacrifier faisant ainsi disparaitre le frère de Primus, du moins temporairement.

### Transformers: Animated
Megatron apparaît dans la série Transformers: Animated. Comme dans toutes les versions, il est le chef suprême des Decepticons, avec un tempérament agressif et tyrannique. Lors de sa première apparition, son mode véhicule est un jet cybertronien. Par la suite, il gagne une nouvelle apparence et un nouveau mode alternatif : un hélicoptère à deux hélices. Il est plus proche de celle de Ultra Megatron de la série originale. Il est armé de deux épées (ses hélices), ainsi que, naturellement, de son traditionnel canon. À l'opposé de la version traditionnelle, il voit pendant la majorité de la série Optimus comme une simple nuisance et il faut attendre le dernier épisode de la saison 2 pour qu'il le considère enfin comme son pire ennemi.
Megatron apparaît dès le premier épisode, où il agresse l'Arche pour arracher la Matrice à l'équipage d'Optimus Prime. Durant la bataille à bord qui suit, il est éjecté à l'extérieur du vaisseau et détruit. Sa tête et sa main droite sont récupérées par Sumdac, qui les utilise comme modèle pour développer diverses nouvelles technologies et moderniser la ville de Détroit.
Plus tard, la Clef de Sari ranime accidentellement la tête de Megatron. Ce dernier, à nouveau vivant mais toujours réduit à l'état d'une tête impuissante, tente alors par divers moyens indirects de se débarrasser des Autobots et obtenir le Allspark. Après plusieurs échecs de lui-même, il se révèle à Sumdac, laissant croire à ce dernier qu'il est un ami des Autobots mais préfère ne pas le faire savoir. En attendant d'obtenir un nouveau corps, il offre son aide au professeur pour diverses créations. Cela amène régulièrement à des ravages, comme lorsqu'il prend le contrôle du refuge des Autobots, change les Dinosaures robots d'un parc en féroces Dinobots, ou crée le jouet qui devient ensuite le Decepticon Soundwave (en).
Lorsque les Decepticons Lugnut et Blitzwing arrivent sur Terre, Megatron les contacte et demande leur aide, les chargeant de récupérer la Clé de Sari pour le remettre en état. Ils échouent, mais sont réparés par Starscream en échange de leur loyauté (bien que Lugnut demeure fidèle à Megatron).
Plus tard dans la série, Megatron est finalement ramené à la vie, sous sa nouvelle forme, et reprend le commandement des Decepticons. Il enlève Sumdac, et se sert de lui pour entreprendre la conception d'un Porte Stellaire. Plus tard, il y joint les services des Constructicons, et oblige Bulkhead a également l'aider. Son plan échoue finalement lorsqu'Optimus utilise sa propre porte pour l'envoyer dans l'espace avec des menottes magnétiques et pour seul compagnon la tête de Starscream.
Forcés de coopérer, Megatron et Starscream trouvent alors dans l'espace Oméga Suprême abandonné, et réussissent à en prendre temporairement le contrôle. Ils l'utilisent pour attaquer la Terre, mais les Autobots réussissent à les forcer à partir dans l'espace en fixant un appareil qui les force à aller dans l'hyperespace aléatoirement et sans contrôle.
Ils parviennent cependant finalement à reprendre le contrôle du vaisseau, et finissent par retrouver Lugnut dans l'espace. Megatron utilise alors Oméga Suprême pour atteindre Cybertron, où il récupère Shockwave, qui a capturé Arcee afin d'en tirer les codes d'activation d'Oméga Suprême.
Après cela, Megatron se rend sur la Lune de la Terre, où il utilise la technologie de clonage de Starscream pour cloner Oméga Suprême, créant trois copies Decepticons du puissant Autobot. Shockwave réussit ensuite à retirer les codes d'activation, mais, à la suite d'une nouvelle tentative de trahison de Starscream, c'est Lugnut qui obtient les codes à la place de Megatron pour empêcher le traitre de s'en emparer. Il en résulte que les trois clones créés deviennent des sortes de versions géantes de Lugnut.
Megatron les envoie ensuite sur Terre pour les tester sur les héros Autobots. Après qu'Optimus, armé du marteau d'Ultra Magnus, ait réussi à en détruire, le chef Decepticon se rend sur place et l'attaque. Après que Starscream ait pris le contrôle des clones et activé un système d'auto-destruction, Megatron entre dans une rage noire et s'acharne à éliminer Optimus, qu'il voit enfin comme un vrai ennemi. Pris dans l'explosion du dernier clone, il est endommagé, mais survit et tente une ultime attaque sur Optimus, uniquement pour être écrasé une fois encore par le marteau d'Ultra Magnus. Bien qu'il demande à son adversaire de l'achever, Optimus choisit de l'épargner et de le ramener sur Cybertron afin qu'il soit jugé.

### Transformers Prime
La série nous en apprend un peu plus sur le passé de Megatron : Il s'appelait autrefois Megatronus et était un champion des combats de gladiateurs. Il prouva sa force lors de maint combats et devint le meilleur guerrier de l’arène de Cybertron. Il était également ami avec Optimus qui s'appelait à cette époque Orion Pax.
Désirant remédier à la corruption qui infestait les hautes sphères de la planète, Megatronus rallia derrière lui plusieurs partisans (comme Soundwave (en)) et créa un mouvement populaire pour des changements radicaux dans la politique de Cybertron. Il est plus tard rejoint par un jeune archiviste de Iacon, Orion Pax, qui était d'accord avec ses idées. Megatronus se rendit au haut conseil avec Orion pour faire valoir sa vision d'une société plus juste et demanda que l'on fasse de lui le futur Prime car il comptait utiliser la force afin de chasser les corrompus. Mais Orion Pax intervint pour annoncer son désaccord, considérant que la violence n'était pas une bonne solution pour apporter la justice et que les changements devaient s’effectuer par le dialogue. Les conseillers furent touchés par les paroles du jeune archiviste et décidèrent de faire de lui le prochain Prime, le jugeant digne de cette tache. Megatronus, voyant ses rêves s'envoler, entra dans une rage noire et se mit à nourrir une haine féroce envers son ancien compagnon.
Il décida alors de prendre tout le pouvoir par la force avec ses partisans qu'il nomma les Decepticons. Commença alors la très longue guerre civile qui ravagea toute la planète et se poursuivit des millénaires plus tard sur Terre.
Optimus fait référence à ces faits dans le jeu Transformers : La Guerre pour Cybertron, demandant à Megatron s'il fait tout ça par vengeance ce que nie ce dernier.
Dans la série, Megatron tente une première fois de conquérir la Terre avec une armée de zombies, les Terrorcons, qui sont des guerriers morts durant la guerre sur Cybertron, ressuscités avec de l'énergon noir, le sang d'Unicron, que Megatron a réussi à se procurer et a introduit dans son propre spark peu après son arrivée sur Terre. Mais cette tentative échoua et il fut gravement blessé, ne devant sa survie qu'à l'éclat d'énergon noir dans son spark, laissant le commandement des Decepticons à Starscream qui le retrouva grâce à un signal de détresse decepticon capté par Soundwave, et lui extraira l'énergon noir de son spark pour rester le chef des Decepticons, semblant le tuer pour de bon. Mais Laserbeak envoyé par Soundwave pour surveiller Starscream le retrouve, et les deux Decepticons branchent Megatron à un appareil de survie pour le maintenir en vie... Avant qu'il ne finisse par guérir son corps grâce à Bumblebee dont il avait réussi à prendre le contrôle, à la suite d'une mission pour sauver Optimus victime d'un virus que Megatron avait créé durant la guerre de Cybertron, malgré les efforts de Ratchet et Raf. Plus tard, Optimus Prime et Megatron durent faire équipe pour vaincre Unicron (il s'agit en réalité d'une ruse de Megatron, ce dernier refusant de laisser Unicron gouverner la Terre). Les deux chef sortirent du combat inconscients après une énorme explosion d'énergon. Megatron se réveilla en premier et s’apprêta à tuer son ennemi de toujours jusqu'à ce qu'Optimus se réveille et lui demande ou ils se trouvaient en l'appelant par son ancien nom. Surpris, Megatron comprit qu'Optimus avait perdu la mémoire  et que son ancien ami Orion Pax était revenu. Il décida alors de lui faire croire que les Autobots étaient ses ennemis afin de le rallier à la cause des Decepticons. Lorsque les Autobots arrivèrent, Optimus s’enfuît avec Megatron et rejoignit les rangs des Decepticons. Mais Optimus finit par retrouver la mémoire grâce à Jack et redevint le chef des Autobots.
Dans la saison 2, Megatron et Optimus s'affrontent pour la possession des Reliques Iacon, (reliques puissantes appartenant aux Autobots ou aux Decepticons et qui ont été envoyées sur Terre après que les Decepticons aient envahi Iacon), grâce à la base de données déchiffrées par Optimus quand il était amnésique et redevenu Orion Pax. Mais Megatron ne récupérera que la Forge de Solus Prime et le Canon Sonique. Il cherchera également à s'emparer des clés Oméga permettant d'ouvrir la serrure oméga qui permettrait de ramener Cybertron à la vie
Plus tard, Megatron obtient un bras ayant appartenu a un prime. Son pouvoir lui permet de manier la Forge de Solus Prime avec laquelle il crée le Sabre Noir de l'étoile avec laquelle il détruit le Sabre de l'étoile, son bras est finalement coupé par Optimus Prime grâce au sabre de l'étoile qui a été réparé. Il réussira malgré tout à s'emparer des 4 clés oméga et utilisera la serrure oméga pour commencer à cyberformer la Terre (voulant dominer Cybertron et la Terre). Mais Optimus fera échouer son plan en détruisant la serrure oméga, mais ce dernier aura le cœur brisé après avoir détruit le seul appareil dans l'univers capable de redonner vie à leur planète.
Dans la saison 3, Megatron commence son règne dans sa forteresse Darkmount après avoir détruit la base des Autobots dans le final de la saison 2. Mais Optimus reviendra plus fort et avec l'aide de l'agent Fowler détruira la forteresse de Mégatron, forçant ce dernier à se replier sur son vaisseau, le Némésis. Megatron cherchera ensuite à créer une armée de Predacons pour anéantir les Autobots et s'emparer de la Terre. Mais lorsqu'il découvrira que le premier Predacon créé par Shockwave est capable de parler, de se transformer, de réfléchir et décide de s'appeler Predaking, se déclarant comme le chef des Prédacons, il prendra peur (Megatron aura peur que Prédaking se retourne un jour contre lui et que les Prédacons renversent les Decepticons, alors que ce dernier lui avait juré fidélité). Et sur le conseil de Starscream, il montera un complot pour que les Autobots fassent le sale boulot à sa place et tuent tous les Prédacons, à l'exception de Prédaking resté sur le Némésis et qui survivra à son combat contre eux. À la fin de la saison 3, Megatron abandonne le projet Prédacon et revient sur son vieux projet de conquérir Cybertron et la Terre après avoir construit une seconde serrure oméga accrochée à son vaisseau. Il récupère aussi son bras d'origine (dès le début de la saison 3) et démontre plus tard ne pas avoir besoin du bras du prime décédé pour manier le Sabre Noir de l'étoile, après son combat contre Prédaking (ce dernier ayant appris par Ratchet que Megatron était responsable de la mort de ses frères, il avait provoqué son maître en combat, mais avec l'aide de Starscream, Megatron gagne et semble tuer Prédaking). Lors du combat final, il tuera Bumblebee et alors qu'il allait achever Optimus Prime, il est tué par Bumblebee, ressuscité grâce à la Cyber-matière qui poignarde mortellement le chef des decepticon avec le sabre des étoiles. Son sort semble scellé mais...
Megatron est ressuscité par Unicron dans le film Predacons Rising, qui se sert de lui comme enveloppe charnelle. Il ne sera que spectateur durant toute la durée du film subissant les tortures d'Unicron. Après qu'Optimus est scellé l'anti-spark d'Unicron dans la relique contenant l'Allspark, Megatron est libéré et également transformé, à la grande surprise de Starscream et des Autobots, il décide de dissoudre les Decepticons, ayant subi l'oppression d'Unicron il a perdu l'envie de l'infliger aux autres, par la suite il s'exile dans l'espace.
Dans un script original, Megatron aurait fait équipe avec Arachnide et son armée d'Insecticons Zombies, après son exil, contre les Autobots, mais finalement ça ne s'est pas fait.

### Transformers: Robots in Disguise(2015)
Bien que Mégatron ne fasse aucune apparition faisant suite à Transformers Prime, il est cité à plusieurs reprises comme étant toujours en exil.
Starscream révèle son intention de le retrouver pour se venger de toute la maltraitance qu'il a subie. Tandis que Soundwave et le faux conseil de Cybertron, dirigé par Cyclonus, cherchent à le faire revenir.

### Transformers: EarthSpark
Dans cette série prenant place dans un monde où la grande guerre entre Autobots et Decepticons est finie, Megatron est repenti et a rejoint les Autobots (conservant néanmoins son insigne Décepticon) et travaille avec l'organisation GHOST afin de protéger la Terre des Decepticons encore en liberté. Son mode véhicule est un tiltrotor, un avion à rotors basculants.
Bien que travaillant avec les agents de GHOST, il désapprouve le traitement qu'ils réservent à ses anciens soldats et bien qu'il ait fait la paix avec Optimus, des tensions subsistent entre eux deux. Il est très proche de l'humaine Dorothy Malto, la mère des protagonistes. Il garde également un œil sur les Terrans, les voyant comme l'espoir d'un nouvel avenir pour les cybertroniens.
L'épisode 16 révèlera l'histoire de Megatron, ce dernier avait créé les Décepticons dans un objectif d'un meilleur avenir pour Cybertron, mais petit à petit lui et son mouvement ont basculé dans la violence s'écartant de leur but d'origine. Lorsque la guerre se poursuivit sur Terre, Megatron fera la rencontre de Dorothy qui lui permet d'ouvrir les yeux sur ce qu'il est devenu. Il apprend par ailleurs que son lieutenant Shockwave a fait déplacer l'AllSpark sur Terre afin de créer une armée de protoforms Decepticons pour conquérir définitivement la Terre. C'était la goutte de trop pour Megatron qui décide de se rallier aux Autobots afin de mettre fin à la guerre une bonne fois pour toutes.
Durant la bataille ultime, Megatron aide les Autobots à transporter l'AllSpark vers un pont spatial à destination de Cybertron, qu'Optimus se charge de détruire afin d'empêcher les Decepticons de le récupérer. Cependant, submergé par ses anciens soldats, Megatron a tout juste le temps d'envoyer l'AllSpark dans le portail au moment où le tir d'Optimus toucha le pont spatial, provoquant une gigantesque explosion. Cet évènement a marqué les Decepticons, qui considèrent leur ancien chef comme un traitre qui a condamné Cybertron. Megatron lui-même en garde un souvenir douloureux, craignant que l'AllSpark ait été détruit dans l'explosion.

## Films
Megatron apparaît dans les films sortis en 2007, 2009, 2011, 2014 puis celui de 2017. Dans cette version, le personnage, comme tous les autres personnages, est réadapté. Son aspect a été modifié pour lui donner un look plus extraterrestre, le faisant paraître biomécanique. Le mode de transformation d'origine, en pistolet, n'a pas non plus été retenu. Selon les scénaristes, le changement de taille n'était pas réaliste. Megatron, n'ayant pas eu l'occasion de scanner un véhicule terrien, se transforme ici en jet cybertronien puis, plus tard, en tank. Cependant, plusieurs ressemblances avec le personnage de Transformers : Generation 1 sont visibles. Il est de la même couleur argentée et peut transformer ses mains en canon laser lance-grenade à fusion, voire combiner ses deux bras en un seul puissant canon laser lance-grenade à fusion. On a pu aussi le voir utiliser un fléau fixé à son avant-bras droit, il a également des lance-missiles sur son torse et deux lames sur son avant-bras gauche, ces dernières n'apparaissent pas dans le premier film.
Optimus et Megatron se réfèrent l'un à l'autre comme étant « frères », bien que le sens qu'ils donnent à ce terme ne soit pas clairement établi. Comme dans Transformers : Generation 1, il n'apprécie guère son second, Starscream, de manière anecdotique dans le premier film et plus franchement dans le second. Megatron est extrêmement intelligent et retors. Ainsi, il parvient à manipuler l'entreprise d'Etat Kinectic Solutions Industries afin d'obtenir un nouveau corps, appelé « Galvatron ».

### Transformers
Dans cette version, Megatron est l'un des principaux dirigeant de Cybertron aux côtés d'Optimus, Il dispose du titre de « Grand Lord Protecteur ». Il n'y a alors aucune réelle division entre les Cybertroniens. Néanmoins, à la suite d'un pacte avec le Fallen, il est corrompu et se met en tête d'utiliser un artefact ancien, le AllSpark, pour se créer une armée et conquérir la Galaxie. Il forme alors son propre groupe, qui devient les Decepticons. La guerre entre Autobots et Decepticons qui suit dévaste de façon irrémédiable Cybertron et s'achève par la perte du AllSpark. Autobots et Decepticons se séparent alors dans l'espace pour le retrouver.
Megatron finit par retrouver la trace du AllSpark sur Terre. Cependant, en arrivant, il s'écrase dans la glace et se retrouve congelé. Des siècles plus tard, le commandant Witwicky le retrouve. Megatron, bien que toujours prisonnier de la glace, grave sur ses lunettes l'emplacement du AllSpark. Le contact avec le rayon de gravure de Megatron insuffle à Witwicky toutes les connaissances des Transformers et, lorsqu'il raconte cela, on le prend pour un fou et envoyé à l'asile.
Le Chef Decepticon est ensuite découvert par les services secrets américains (Secteur 7), qui le récupèrent et le maintiennent à l'état de congélation. L'étude de son corps permet secrètement l'élaboration de diverses technologies, telles que les micro-puces. Megatron reste congelé jusqu'à la période actuelle, lorsque certains de ses Decepticons arrivent sur Terre. Ils entreprennent aussitôt de le retrouver avec le Allspark. S'infiltrant dans la base, Frenzy réussit à désactiver la chambre froide et à libérer Megatron. Ce dernier, reprenant la tête des Decepticons, se lance dans une campagne de ravages autour du globe afin de récupérer le Allspark. Lorsqu'il arrive à Mission City, il sème la panique. Jazz tente de le retenir mais Megatron l'emmène sur un building avant de le déchiqueter. Il affronte ensuite Optimus Prime et l'écarte a un moment de la bataille. Il poursuit ensuite Sam et le Allspark avant de reprendre son combat contre le chef Autobot. Megatron prend largement le dessus sur Prime mais des F-22 et les hommes de Lennox tirent sur lui et Optimus le fait tomber grâce à un croche-pied, Sam profite de l'occasion pour placer le cube dans le torse du Decepticon. La forte concentration d'énergie emmagasinée le tue. Son corps est jeté dans l'abysse Laurenssien avec Blackout, Brawl et Bonecrusher.

### Transformers 2: La Revanche
Megatron réapparait dans Transformers 2 : La Revanche. Il est alors révélé que, bien qu'il soit mort, le lieu où son corps a été immergé est sous haute surveillance de la part des humains. En dépit de celle-ci, les Constructicons et Scalpel parviennent à atteindre le corps. Utilisant les pièces de Scrapmetal et un fragment du AllSpark, Scalpel ranime alors Megatron, le dotant en plus d'un nouveau mode véhicule de tank volant cybertronien, tout en lui conservant la faculté de voler dans ses deux modes. Il devient beaucoup plus puissant mais néanmoins plus lent, et possède désormais un bras atrophié.
Ranimé, Megatron rentre sur Saturne dans le vaisseau géant Decepticons, la Némésis, pour s'en prendre à Starscream, puis se rendre devant son maître, le Fallen, qui lui révèle que le pouvoir du AllSpark n'est pas détruit mais réside à présent dans le cerveau de Sam. Il lui apprend aussi que lui-même ne peut être tué que par un Prime, à savoir Optimus Prime, le dernier descendant des Prime en vie.
Megatron retourne sur Terre avec Starscream et Grindor et capture Sam avant de le faire étudier par Scalpel. L'intervention d'Optimus et Bumblebee sauve Sam mais Mégatron avec l'aide de Starscream et Grindor combat Optimus. Malgré l'aide des autres Decepticons, Megatron ne parvient pas à prendre l'avantage sur Optimus, qui combat seul en essayant de protéger Sam. Il parvient finalement à tuer le chef Autobot en le transperçant dans le dos avec son épée, alors que celui-ci cherchait Sam. Optimus prime est achevé par un tir de canon à fusion, ce qui permet au Fallen de venir sur Terre.
Lors de la bataille d'Égypte, Megatron donne tout d'abord les ordres à Devastator avant de rejoindre les autres Decepticons dans le combat contre l'armée. Il plonge Sam dans le coma d'un tire.
Vers la fin du film, Megatron aide le Fallen à trouver la machine construite sur Terre destinée à dévorer le Soleil et à l'activer. Cependant, alors qu'ils s'apprêtent à l'utiliser, Optimus, récemment ressuscité et amélioré grâce aux pièces de Jetfire, détruit la machine. Megatron est sévèrement blessé au visage et son bras droit fût coupé par Optimus Prime en tentant de le stopper et, voyant le Fallen détruit, s'enfuit avec Starscream affirmant que ce n'est pas fini.

### Transformers 3: La Face cachée de la Lune
Le retour de Megatron est confirmé pour Transformers 3 : La Face cachée de la Lune, il s'y transforme en un vieux camion industriel russe, soit la première transformation terrestre depuis le début de la saga. Il est révélé dans le jeu qu'il a obtenu cette forme dans une base désaffectée sibérienne. Le design cybertronien reste dans l'esprit du comic G1, avec un canon sur l'avant bras, un fusil laser à fusion de chasse et un physique mince, contrastant avec les 2 premiers films.
Dans ce 3e opus, Megatron apparait comme étant faible et fatigué. Physiquement, il dispose d'un nouveau bras droit différent d'une forme différente de son bras gauche. Il est en revanche toujours blessé à la tête et a ainsi la face droite du visage en partie détruite. On remarque également que des mini-drones ressemblants à des araignées s'occupent de la réparer en permanence, bien que Megatron les trouvent nuisibles en raison des démangeaisons qu'ils occasionnent. Il semble également avoir un rôle très mineur durant la bataille de Chicago, d'où le fait que Sentinel dirige l'armée Decepticon à sa place.
Megatron a placé une base en Afrique du Sud au milieu du Veld. Il est assisté de Starscream et de Soundwave (en) avec qui il prépare son nouveau plan pour coloniser la Terre. Il y a des années, il avait signé un pacte avec Sentinel Prime, alors chef des Autobots, qui stipulait que Megatron laisserait les Autobots en paix à condition que ceux-ci lui livre le pont spatial. Mais le vaisseau transportant les piliers d'activation du pont a été touché accidentellement par un chasseur Decepticon, le vaisseau s'est écrasé sur la Lune. Entre 2009 et 2011, les Decepticons ont récupéré la quasi-totalité des piliers dans le vaisseau et en ont volontairement laissé cinq . Optimus Prime tombe alors dans le piège de Megatron, Sentinel Prime trahit les Autobots et active le pont spatial, ce qui permet à une armée de Decepticons  avec ses vaisseaux, cachée sur la Lune, d'envahir la terre. Megatron établit ensuite une forteresse à Chicago afin de lui servir de base pour la phase finale de son plan, fusionner Cybertron et la Terre et réduire l'espèce humaine en esclavage. Néanmoins, Sentinel malmène Megatron en lui rappelant qu'il a accepté de travailler avec lui pour reconstruire Cybertron, et nuance ses propos en précisant qu'il ne travaillera jamais pour lui. Il ignore cependant que Carly a assisté à toute la scène. Lorsqu'il apprend que les Autobots ont investi la ville, il ordonne aux Decepticons de les trouver et de les tuer.
Durant la bataille, il perd petit à petit sa fonction de leader Decepticon, laissant Sentinel diriger l'armée à sa place et restant à l'écart dans une rue voisine. Alors que Sentinel est sur le point de l'emporter, Carly, la petite amie de Sam Witwicky, trouve Megatron et le provoque en jouant sur son orgueil, en lui faisant réaliser que Sentinel a pris le pouvoir et qu'il n'est plus le chef des Decepticons. Et que si Sentinel gagne, il sera son esclave. Bien qu'il tente de s'en prendre à elle, Megatron avise, épargne la vie de Carly et se retourne contre Sentinel Prime en lui tire à trois reprises dans le dos. Après avoir blessé et gravement endommagé le vieux Prime, il propose une trêve à Optimus. Mais ce dernier la rejette, saisit sa hache pour attaquer et arracher la tête de Megatron.

### Transformers: L'Âge de l'extinction
Galvatron apparaît comme l'antagoniste secondaire du film Transformers : L'Âge de l'extinction. Construit par KSI et initialement prévu pour ressembler au chef des Autobots, Optimus Prime ainsi qu'à Sentinel Prime. Les scientifiques du KSI se servaient, pour leur technologie, de la tête de Megatron coupée par Optimus ainsi que de la tête de Sentinel détruite également par Optimus. Megatron n'était pas réellement mort et influençait secrètement les humains pour qu'ils créent un nouveau corps de Transformers, Galvatron, dont le chef Decepticon a réussi au fur et à mesure à prendre le contrôle.
Il est vu en action en poursuivant les Autobots sur une autoroute avec Stinger et se révèle comme étant efficace mais hors de contrôle en attaquant les civils sur la route. C'est pendant son combat contre son vieil ennemi qu'Optimus Prime comprend l'identité de Galvatron. Malheureusement Lockdown le chasseur arrive pendant le combat et tire plusieurs salves sur Optimus Prime. Les humains rapatrient Galvatron après ça, laissant la suite à Lockdown.
Finalement, Megatron reprend le contrôle de son nouveau corps et lève son armée de Decepticon, recherchant la graine pour cyberformer une ville : Hong-Kong. Malheureusement pour le chef Decepticon, il essuie un nouvel échec face aux Autobots alliés aux Dinobots. S'étant enfui, Galvatron jure que lui et Optimus se reverront car il a été ressuscité puis part loin de Hong-Kong allant préparer un retour en force face aux Autobots.

### Transformers: The Last Knight
Megatron a abandonné son apparence de Galvatron pour une nouvelle forme revenant à un corps cybertronnien, ne pouvant plus se fondre comme un nuage métallique qui était une capacité unique des drone de KSI. Il a gagné une apparence de chevalier noir mais beaucoup plus similaire à son corps originel. Il est largement soupçonné que Megatron a gagné cette nouvelle forme grâce à Quintessa à cause de la marque rouge sur le côté droit de son visage similaire à celle que possède Optimus Prime quand il est tombé sous le contrôle de la Prime de la vie. Il est possible qu'entre Transformers 4 et Transformers 5, Galvatron soit tombé sous le contrôle de Quintessa, étant très improbable que Megatron se soumette à une autre personne qui souhaite gouverner Cybertron comme Sentinel Prime.
Suivant les directives de la déesse cybertronnienne, Megatron a examiné toutes les cornes d'Unicron qui est apparu sur Terre et recherche aussi le bâton de Merlin pour faire revivre Cybertron et détruire Unicron ainsi que l'humanité tout entière. Pour cela, Megatron a enlevé des agents de la C.I.A. pour négocier une alliance avec la T.R.F. exigeant la libération de plusieurs Decepticons qui étaient prisonniers des humains : Dreadbot, Nitro Zeus, Mohawk et Onslaught (Un second choix à cause du refus des humains de libérer Berserker considérer comme étant trop dangereux pour être libérer) ; Barricade le seul Decepticon ayant survécut à la bataille de Chicago. Les Decepticons traquèrent Cade Yaeger et les Autobots jusqu'à leur cachette, où Megatron retrouva le tête de Starscream évoquant ses regrets que son "vieil ami perfide" ne soit plus là pour voir la fin des Autobots, il fit face à Hound et d'autres Autobots qui furent facilement vaincu par le chef des Decepticons. Ce dernier les traqua avec son équipe jusqu'à une ville abandonné où Onslaught, Dreadbot et Mohawk trouvèrent la mort simultanément par Drift, Crosshairs, Grimlock et Bumblebee. Megatron continua sa chasse avec le reste de son équipe jusqu'en Angleterre. Megatron réapparut avec Nitro Zeus pour voler le bâton à Optimus Prime quand ce dernier se libéra de l'emprise de Quintessa, clamant que ce dernier avait une nouvelle fois tournée le dos à Cybertron et rater sa chance de détruire le dévoreur des mondes, il partit pour Stonehenge démarrant le plan de reconstruire son monde d'origine où il fut pris en tenaille par la T.R.F. et les Autobots. Il tua Edmond Burton avec son canon à fusion avant de partir pour sa planète qui était entrée dans l'atmosphère de la planète. Il apporta le bâton de Merlin à Quintessa et se livra une grande bataille près de la chambre de combustion contre les Autobots avec Infernocus le sbire de la déesse de Cybertron.
Le combat final débuta quand les humains ont lancé une attaque ciblée sur l'une des plateformes de Cybertron pour que celle-ci s'entrechoque sur la chambre de Combustion de Cybertron envoyant Megatron et les Autobots au sein de celle-ci où se trouvait Quintessa utilisant le bâton pour drainer l'énergie vitale de la Terre. Un grand combat eut lieu entre Megatron et les Autobots qui avaient l'avantage du nombre ; Megatron tenta d'exécuter Viviane sous les ordres de la déesse de Cybertron afin d'empêcher la descendante de Merlin d'annuler le processus mais Optimus surgit sur le chef des Decepticons tranchant son bras car il s'apprêtait à tirer sur Bumblebee, mais ce dernier reprit très vite l'avantage en se saisissant du Prime et le plaquant au sol avec sa propre épée. Megatron rappela à Optimus qu'avant ils étaient frères mais ce dernier ne regrette pas le changement et lui rappelle que leur fraternité appartenait au passé à présent avant de l'expulser de la chambre de combustion à travers le mur l'envoyant hors de Cybertron tombant sans doute sur Terre.
Megatron n'est plus revu mais il est très probable que ce dernier ait survécu à sa chute, pour un possible retour dans un sixième film. Néanmoins, la saga cinématographique étant entièrement renouvelée avec le film Bumblebee, son sort est à présent inconnu.

### Bumblebee
Megatron était censé faire une apparition dans le film Bumblebee de Travis Knight, à l'époque où ce dernier devait être tout d'abord un préquel du film de 2007. En effet, cette scène devait montrer Megatron, cryogénisé, dans le barrage Hoover, néanmoins, Travis Knight a décidé de supprimer cette scène, confirmant ainsi que le film est un reboot.
Néanmoins, il est possible qu'il apparaissent dans les prochains films de la nouvelle trilogie entamée avec Transformers: Rise of the Beasts.

### Transformers One
Transformers One, réalisé par Josh Cooley et servant de préquelle à la nouvelle saga, dépicte les origines de Megatron en tant que D-16, un mineur d'energon et meilleur ami d'Orion Pax (qui deviendra Optimus Prime). Il est l'un des protagonistes principaux avec Orion Pax, Elita-1 et Bumblebee, et fut interprété par Brian Tyree Henry.